# FK Весов
FK Весов (лат. FK Librae) — одиночная переменная звезда в созвездии Весов на расстоянии (вычисленном из значения параллакса) приблизительно 24955 световых лет (около 7651 парсека) от Солнца. Видимая звёздная величина звезды — от +17,9m до +16,7m.

## Характеристики
FK Весов — пульсирующая переменная звезда типа RR Лиры (RRAB).